# Hyllisia minor
Hyllisia minor är en skalbaggsart som beskrevs av Stefan von Breuning 1964. Hyllisia minor ingår i släktet Hyllisia och familjen långhorningar. Inga underarter finns listade i Catalogue of Life.